# 甲基异丁基酮
甲基異丁基酮（MIBK），結構式(CH3)2CHCH2COCH3。

## 性質
無色有愉快氣味液體。性質穩定。微溶於水，與多數有機溶劑互溶。蒸氣與空氣形成爆炸性混合物。具強的局部刺激性和毒性。

## 製備
由異亞丙基丙酮在銅催化劑作用下選擇性加氫，再經蒸餾分離制得。
下圖為丙酮縮合為二丙酮醇；二丙酮醇脫水生成異亞丙基丙酮；異亞丙基丙酮加氫得到甲基異丁基酮的過程。

## 用途
用作溶劑（用於溶解四環素、除蟲菊酯和滴滴涕以及用於油品脫蠟等）、無機鹽分離劑、選礦劑、粘合劑、橡膠膠水、蒙布漆和有機合成原料等。在電子束光刻技術中用作對PMMA的顯影溶劑。早期曾用於核燃料再處理的氧化-還原法。